# Poli-Farbe Budapest Grand Prix 2011
Poli-Farbe Budapest Grand Prix 2011 — жіночий тенісний турнір, що проходив на відкритих кортах з ґрунтовим покриттям. Це був 17-й за ліком Hungarian Ladies Open. Належав до категорії International-level у рамках Туру WTA 2011. Відбувся в Будапешті (Угорщина). Тривав з 2 до 10 липня 2011 року. Роберта Вінчі здобула титул в одиночному розряді.

## Фінальна частина

### Одиночний розряд
Роберта Вінчі —  Ірина-Камелія Бегу 6–4, 1–6, 6–4
- Для Вінчі це був 3-й титул за сезон і 6-й — за кар'єру.

### Парний розряд
Анабель Медіна Гаррігес /  Алісія Росольська —  Наталі Грандін /  Владіміра Угліржова 6–2, 6–2

## Учасниці

### Сіяні учасниці
| Країна  | Гравчиня                | Рейтинг1 | Сіяна |
| ------- | ----------------------- | -------- | ----- |
| Італія  | Роберта Вінчі           | 29       | 1     |
| Італія  | Сара Еррані             | 34       | 2     |
| Чехія   | Клара Закопалова        | 35       | 3     |
| Чехія   | Луціє Градецька         | 41       | 4     |
| Іспанія | Анабель Медіна Гаррігес | 43       | 5     |
| Франція | Матільд Жоанссон        | 70       | 6     |
| Румунія | Ірина-Камелія Бегу      | 78       | 7     |
| Росія   | Євгенія Родіна          | 82       | 8     |

- 1 Рейтинг подано станом на 20 червня 2011.

### Інші учасниці
Нижче подано учасниць, що отримали вайлд-кард на вихід в основну сітку
- Тімеа Бабош
- Ванда Лукач
- Каталін Мароші

Нижче наведено гравчинь, які пробились в основну сітку через стадію кваліфікації:
- Естрелья Кабеса Кандела
- Река-Луца Яні
- Ленка Юрикова
- Александра Крунич

Гравчиня, що потрапила в основну сітку як щасливий лузер:
- Анна-Джулія Ремондіна